# 范正平
范正平（？—？），字子夷，蘇州吳縣（今江蘇省蘇州市）人。北宋開封縣尉。北宋丞相范純仁次子。范仲淹為其祖父。

## 生平
范正平學行甚高，平常說話也必引用《孝經》、《論語》。其父范純仁於建中靖國元年（1101年）辭世，宋徽宗特詔，將官位贈予范純仁子孫，但范正平將之推與其幼弟。
范純仁仍在生當丞相時，范正平與外祖父母家子弟於覺林寺上課，要經過二十里，就算范正平徒步往來上課，其他人亦不知范正平為范純仁兒子。
紹聖年間（1094年至1098年），范正平當上開封縣尉，有向姓人士打算於其祖墳上建造慈雲寺，及建屋數百間。戶部尚書蔡京知道向氏為欽聖太后親屬，謀求主動攀附，而上奏拓展周圍田地房屋。有百姓投訴此事，而范正平則按法規認為所拓展之土地乃民眾之產業，不可奪取，但開封府尹王震及蔡京皆裁定為官地。民眾最後只好擊鼓上訴要求縣尉范正平覈實，宋哲宗趙煦問范正平是何處人家，范正平回答為范純仁兒子，趙煦即有手詔要求慈雲寺改建城外，蔡京被罰金二十斤，而王震均被懲罰，因此蔡京向范正平懷恨。
此時，開封縣有兩縣尉，一尉治內，一尉治外。而范正平乃治外尉，但治內尉因遺失囚犯被譴責，有上級打算將治內尉及治外尉合併，要求范正平兼任，但被范正平拒絕。謝公定因而贈詩：「一官如馬小，眾眼似衫青。」。
及後蔡京上任宰相，稱范正平曾更改其父之遺表。通過今次事件蔡京除了可以除去范正平，另更將李之儀及中使蔡克明定罪。到范正平將入獄之時，其弟范正思曾問到范正平，在商議遺表之時，范正平並無參與，而參與預先記載刪改的人其實是范正思，為何范正平獨攬其罪，而范正平則認為，蔡京屬意將其定罪，而且是長兄，如果范正平不獨攬，兄弟難免一同受罪。最後雖然可以出獄，但被編管象州，而李之儀則被編管太平州。范正平在今次事件上亦死去十數名家屬。
會赦後，得歸潁昌府。當時唐君益為知府，為表揚范正平，將其居所改為忠直坊，取其在開封時幫助民眾上訴而被賜之碑額「世濟忠直」，但此事被范正平推卻。范正平之後一直沒有再返官場，終身候選官員，閒時作詩，尤其五言為其專門。著有《荀里退居編》。
紹興五年（1135年）十月，被追贈予直秘閣。